# Coriaria lurida
Coriaria lurida är en tvåhjärtbladig växtart som beskrevs av Thomas Kirk. Coriaria lurida ingår i släktet Coriaria, och familjen Coriariaceae. Inga underarter finns listade i Catalogue of Life.